# Konfirmationsvittne
Konfirmationsvittne kallades den som i den äldre kyrkan, då konfirmationen skedde kort efter dopet, å kyrkans vägnar bevittnade den kyrkliga akten. 
I den romersk-katolska kyrkan, där konfirmationen anses som ett särskilt sakrament och sker under yttre former som i mycket liknar den äldre kyrkans, begagnas fortfarande särskilda konfirmationsvittnen, i regel ett för varje konfirmand. I de protestantiska kyrkosamfunden, där konfirmationen fått en väsentligen annan karaktär, förekommer inga särskilda konfirmationsvittnen. Konfirmationen är där en offentlig kyrklig akt, och alla de närvarande församlingsmedlemmarna betraktas som vittnen.